# Рейдери Карсон-Сіті
Рейдери Карсон-Сіті (англ. Carson City Raiders) — американський вестерн режисера Якіма Канутта 1948 року.

## Сюжет
Фрейзер приїжджає, щоб зупинити вантажну лінію Наггета. Старкі прикидається горезвісним розбійником Фарго Джеком. Але Рокі швидко розуміє, що новий шериф Том — справжній Фарго Джек, і він відправляється в пастку банди.

## У ролях
- Аллан Лейн — Рокі Лейн
- Блек Джек — кінь
- Едді Воллер — Наггет Кларк
- Френк Рейхер — перукар
- Беверлі Хонс — Мілдред Дрю
- Гарольд Лендон — Джиммі Девіс
- Стів Даррел — Том Дрю, він же Фарго Джек
- Гарольд Гудвін — Дейв Старкі
- Дейл Ван Сікел — бандит Бреннан
- Том Чаттертон — Джон Девіс
- Едмунд Кобб — старий шериф
- Майк Реган — Джо
- Роберт Дж. Вілкі — Ед Нобл